# Twiste mit Wilde, Watter und Aar
Twiste mit Wilde, Watter und Aar este o arie protejată (arie specială de conservare — SAC, sit de importanță comunitară — SCI) din Germania întinsă pe o suprafață de 147,54 ha, integral pe uscat.

## Localizare
Centrul sitului Twiste mit Wilde, Watter und Aar este situat la coordonatele 51°20′08″N 8°58′35″E / 51.3356°N 8.9764°E.

## Înființare
Situl Twiste mit Wilde, Watter und Aar a fost declarat sit de importanță comunitară în noiembrie 2004 pentru a proteja 1 specie de animale. Situl a fost protejat și ca arie specială de conservare în martie 2008.

## Biodiversitate
Situată în ecoregiunea continentală, aria protejată conține 2 habitate naturale: Cursuri de apă de la nivel de câmpie la nivel montan, cu vegetație Ranunculion fluitantis și Callitricho-Batrachion, Păduri aluvionare cu Alnus glutinosa și Fraxinus excelsior (Alno-Padion, Alnion incanae, Salicion albae).
La baza desemnării sitului se află o specie protejată de  pești: cicar (Lampetra planeri).
Pe lângă speciile protejate, pe teritoriul sitului au mai fost identificate 1 specie de pești.